# Plaxtol
Plaxtol es una parroquia civil y un pueblo del distrito de Tonbridge and Malling, en el condado de Kent (Inglaterra).

## Geografía
Según la Oficina Nacional de Estadística británica, Plaxtol tiene una superficie de 9,71 km².

## Demografía
Según el censo de 2001, Plaxtol tenía 969 habitantes (47,99% varones, 52,01% mujeres) y una densidad de población de 99,79 hab/km². El 19,92% eran menores de 16 años, el 73,27% tenían entre 16 y 74 y el 6,81% eran mayores de 74. La media de edad era de 39,9 años. Del total de habitantes con 16 o más años, el 20,62% estaban solteros, el 64,82% casados y el 14,56% divorciados o viudos.
El 93,09% de los habitantes eran originarios del Reino Unido. El resto de países europeos englobaban al 2,06% de la población, mientras que el 4,85% había nacido en cualquier otro lugar. Según su grupo étnico, el 98,45% eran blancos, el 1,24% mestizos y el 0,31% asiáticos. El cristianismo era profesado por el 74,87%, el hinduismo por el 0,31%, el sijismo por el 0,31% y cualquier otra religión, salvo el budismo, el judaísmo y el islam, por el 0,72%. El 17,61% no eran religiosos y el 6,18% no marcaron ninguna opción en el censo.
469 habitantes eran económicamente activos, 461 de ellos (98,29%) empleados y 8 (1,71%) desempleados. Había 382 hogares con residentes, 17 vacíos y 5 eran alojamientos vacacionales o segundas residencias.